# Machine à pain
Une machine à pain — ou robot boulanger — est un appareil électroménager permettant de faire son pain, ainsi que différentes préparations.

## Description

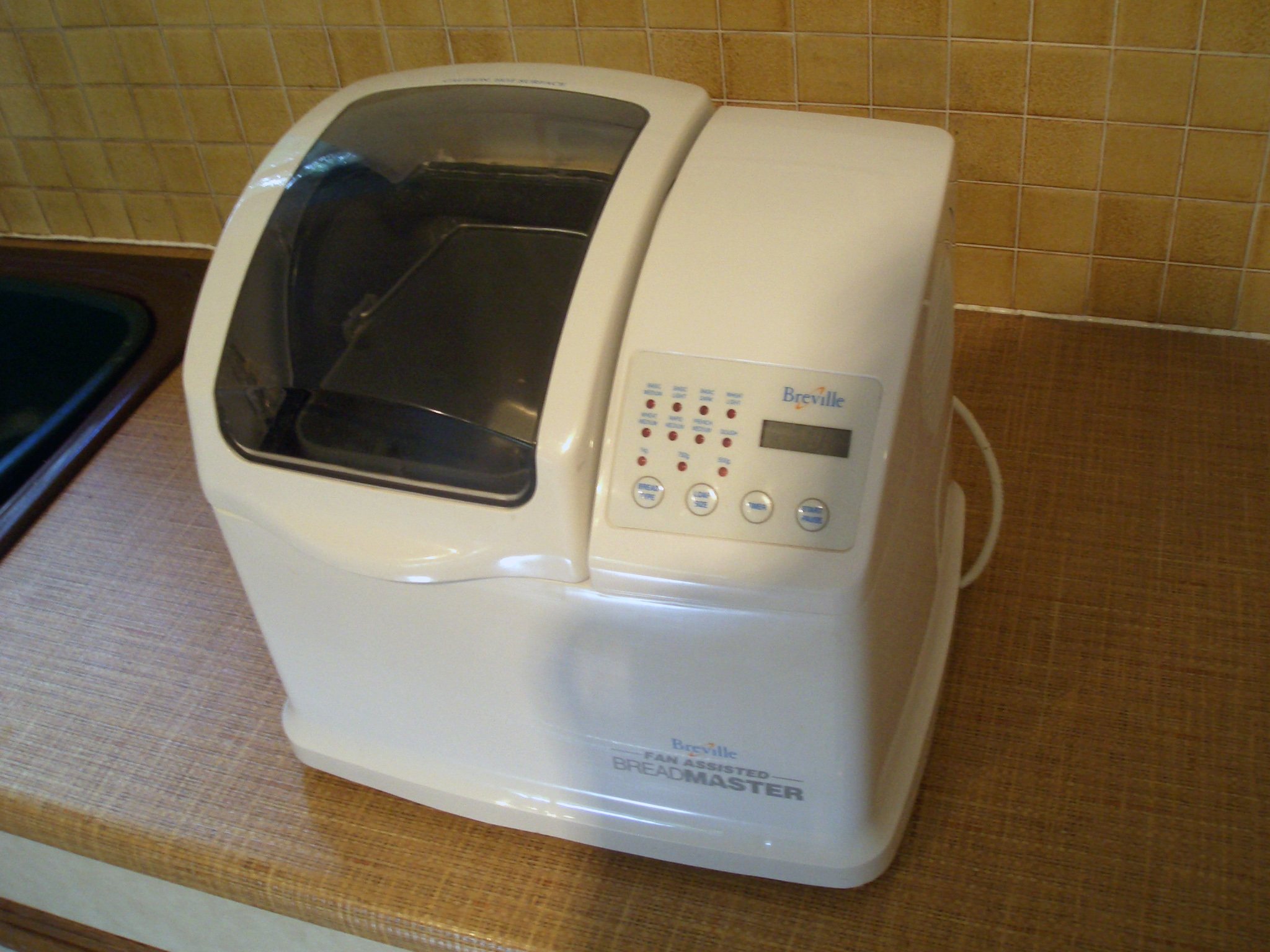
Une machine à pain.

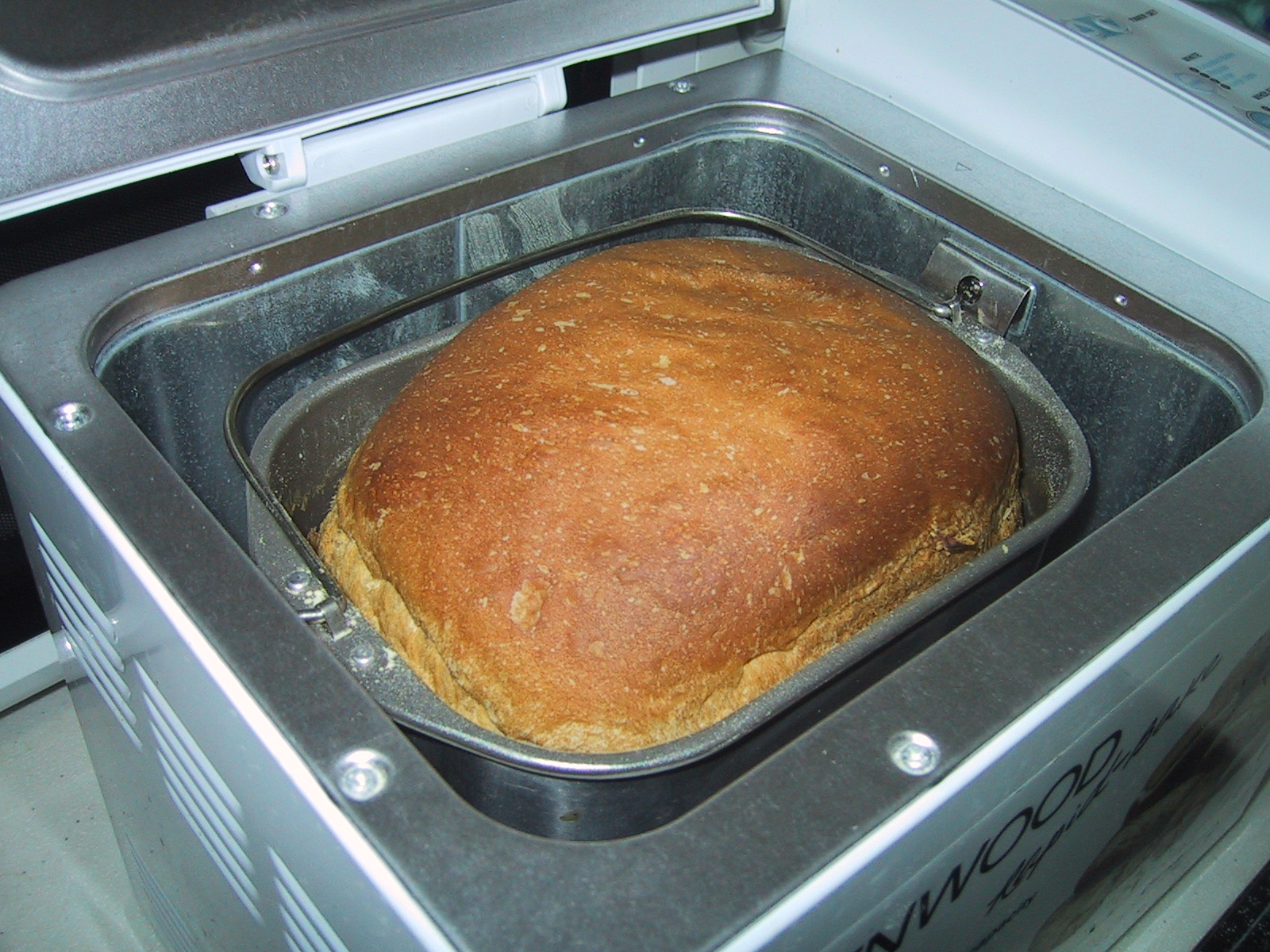
Pain cuit dans une machine à pain.

L'appareil est constitué d'une cuve dans laquelle se trouve une résistance pour la cuisson. Dans cette cuve s'adapte un moule en métal recouvert d'un revêtement anti-adhérent. Ce moule, selon sa forme, contient au fond une ou deux hélices (en métal) qui permettent de mélanger les ingrédients, puis de pétrir la pâte à pain. La cuve est fermée par un couvercle qui comporte généralement un hublot permettant de contrôler le déroulement du programme de fabrication.
Les machines à pain permettent de faire des pains d'un poids entre 500 g et 1 350 g. Une mise en route différée est possible (pour avoir du pain chaud le matin), ainsi qu'une fonction « maintien au chaud » (en laissant le pain dans la machine).
L'appareil pétrit les ingrédients, gère les temps de pause nécessaires, cuit la pâte sans autre intervention. Selon les différents programmes, les étapes peuvent varier.
Le pain cuit dans la machine est toujours plus ou moins parallélépipédique, de section plus haute pour les pains d'un poids plus élevé. Il a toujours un (ou deux) « trou » dans sa base, là où se trouvait l'hélice, car elle reste au milieu de la pâte, et doit être retirée une fois le pain cuit et démoulé.

## Usages
Les pains généralement proposés sont :
- pain standard
- pain français
- pain brioché
- pain rapide/ultrarapide
- pain complet
- pain sucré/gâteau

Il reste à préciser le poids du pain, et le degré de cuisson de la croûte.
Quelques programmes supplémentaires permettent une autre utilisation de la machine :
- programme pâte (sans cuisson, pour la pâte à pizza par exemple)
- programme confiture (les aliments sont cuits tout en étant mélangés)
- programme cuisson (pour la pâte déjà levée ou prête, ou en cas de coupure électrique).

## Déroulement d'un cycle

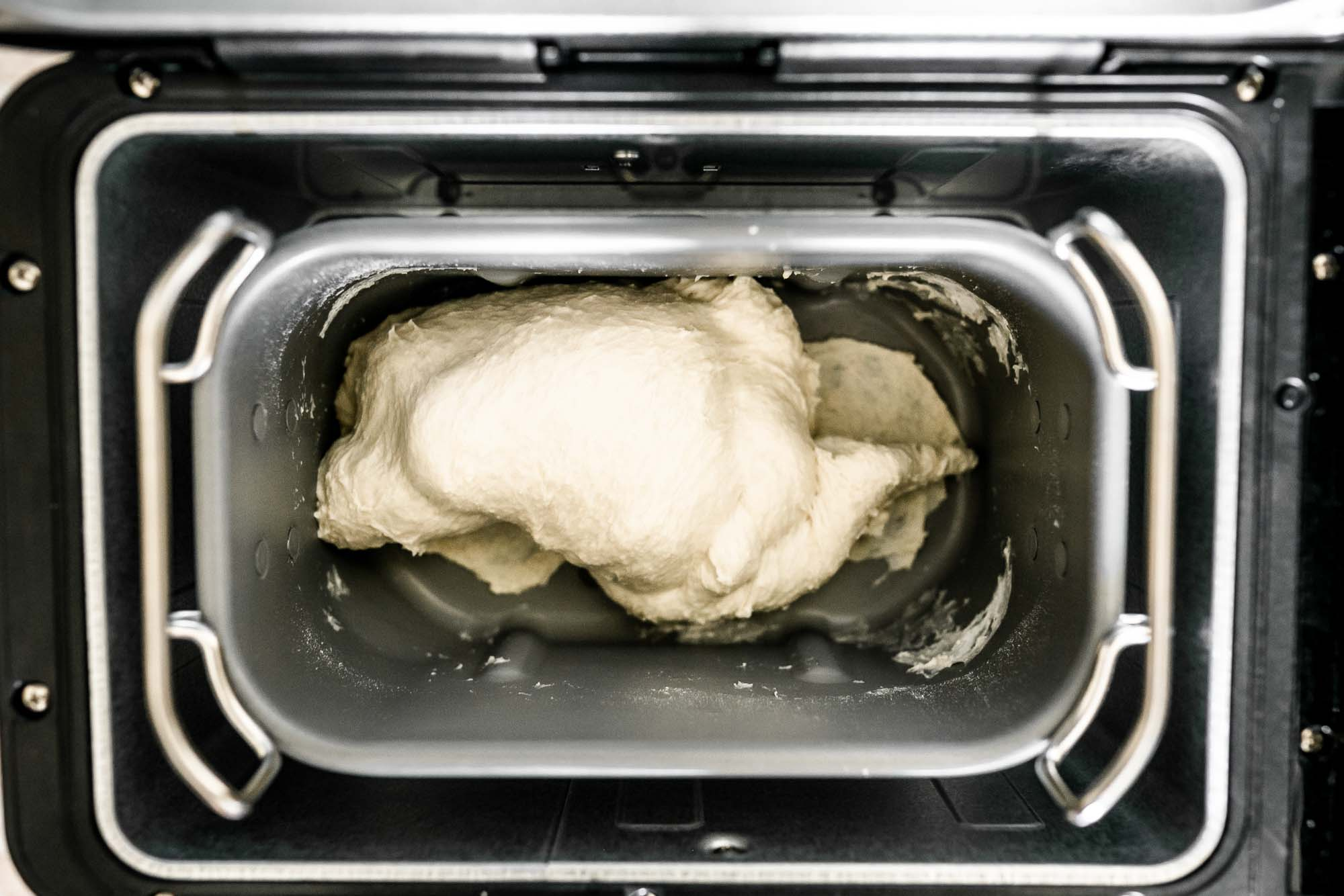
Un exemple de machine à pain en action

Après avoir mis les ingrédients dans le moule (en commençant par les liquides), il faut choisir le programme, le poids voulu (en concordance avec les ingrédients), ainsi que la cuisson de la croûte désirée.
Le cycle commence par un pétrissage plus ou moins long. La pâte devenue boule va reposer quelques dizaines de minutes, puis un nouveau pétrissage va s'opérer. Sur la plupart des appareils, un signal sonore indique l'instant où ajouter d'éventuels ingrédients supplémentaires, tels que des noisettes, noix, raisins secs, fruits confits…
Après un ou plusieurs temps de repos, la machine va cuire la pâte grâce à la résistance qui entoure le moule, pendant une heure environ. Après cette cuisson, le pain est prêt. Un cycle prend environ 4 h.
Le programme « pain ultrarapide » peut prendre moins de 2 h (le pain à base de levure de boulangerie est alors plus petit, car il a moins eu le temps de lever). Avec un programme de ce type, il est possible de réaliser des gâteaux tels que quatre-quarts et tout autre gâteau mélangé à base de levure chimique (n'ayant pas besoin de lever).